# Canton de Brest-Saint-Pierre
Le canton de Brest-Saint-Pierre est une division administrative française, située dans le département du Finistère et la région Bretagne.

## Composition
- Brest (fraction).

## Histoire
Le canton est issu de la division en 1991 de l'ancien canton de Brest-Saint-Pierre-Plouzané, qui donne naissance à ce canton et à celui de Brest-Plouzané.
| Période | Période | Identité         | Étiquette       | Qualité |
| ------- | ------- | ---------------- | --------------- | --- |
| 1992    | 1998    | Marcel Le Floc'h | RPR puis UDF-PR | Directeur commercial Conseiller municipal de Brest (1989-2001) Ancien conseiller général du canton de Brest-I (1985-1991) |
| 1998    | 2015    | Pierre Maille    | PS              | Professeur agrégé de sciences physiques Président du conseil général (1998-2015) Ancien maire de Brest (1989-2001) Ancien conseiller général du canton de Brest-II (1985-1991) Ancien conseiller général du canton de Brest-Recouvrance (1992-1998) |

## Démographie
| 1999   | 2006   | 2011   | 2012   |
| ------ | ------ | ------ | ------ |
| 14 909 | 15 375 | 14 246 | 14 241 |